# Саванчук Олександр Володимирович
Олександр Володимирович Саванчук (нар. 9 жовтня 1982, Горлівка, Донецька область, УРСР) — український футболіст, нападник.

## Кар'єра гравця
Розпочав займатися футболом у Горлівці в 6 років. Перший тренер — А. П. Мальцев. Грав за горлівський «Шахтар». У ДЮФЛУ виступав за УОР (Донецьк). Влітку 2000 року перейшов в алчевську «Сталь». Спочатку виступав у другій лізі за «Сталь-2». 12 вересня 2001 року дебютував за основу «Сталі» в Першій лізі в матчі проти дніпропетровського «Дніпра-2» (1:0). У сезоні 2004/05 років разом з командою виграв Першу лігу й вийшов у Вищу лігу. У Вищій лізі дебютував 17 липня 2005 року в матчі проти одеського «Чорноморця» (0:1), Саванчук вийшов на 76 хвилині замість Андрія Данаева. Всього у Вищій лізі Олександр Саванчук провів 12 матчів, виходячи на заміни.
У лютому 2007 року перейшов у «Кримтеплицю» з Молодіжного, підписавши контракт на 1,5 року. Незабаром разом з командою вирушив на збори до Туреччини. Офіційно в команді дебютував 20 березня 2007 року в матчі проти київського ЦСКА (0:1). У сезоні 2007/08 років став 6-м бомбардирів в Першій лізі й найкращим снайпером «Кримтеплиці» в сезоні, забивши 14 м'ячів. Влітку 2008 року перейшов у «Фенікс-Іллічовець» з села Калініно. Через фінансові проблеми «Фенікса» Саванчук перейшов в охтирський «Нафтовик-Укрнафта». З 2014 по 2015 рік виступав в аматорському клубі «Таврія-Скіф».
У 2015 році виїхав на окуповану частину Луганської області, де виступав у місцевому так званому «чемпіонаті ЛНР з футболу» в створених бойовиками футбольних псевдоклубах «ЦСКА НМ Перевальський районн» та «Спартак» (Луганськ), а також підконтрольний бойовикам «Шахтар» (Свердловськ).

## Досягнення

### Клубні
- Перша ліга
  -  Чемпіон: 2004/05

### Відзнаки
- Майстер спорту України